# Simcity 2000

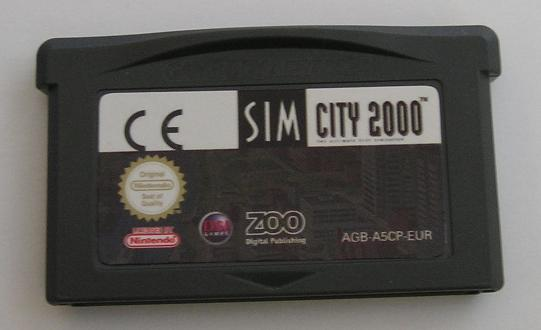
En spelkassett av Simcity 2000 till Game Boy Advance

SimCity 2000 (SC2K) är ett datorspel av Maxis publicerat av Electronic Arts 1994 för Apples Macintosh och MS-DOS. SimCity 2000 är efterföljaren till originalspelet SimCity som går ut på att bygga en stad. Spelet släpptes sedan på många andra plattformar, som Microsoft Windows (1995), Amiga (1994), SNES (1995), PlayStation (1996), Nintendo 64 (1998), och Game Boy Advance (2003).

## Spelet
Till skillnad mot originalet SimCity, där spelvyn var rakt uppifrån, är spelvyn i SimCity 2000 snett uppifrån, i ett så kallat isometriskt perspektiv, vilket ger en annan typ av överblick. Ett nytt underjordiskt lager introducerade vattenledningar och tunnelbanor. Nya typer av byggnader var sjukhus, fängelser, skolor, bibliotek, museum, parker, hamn, djurpark, nya typer av sportanläggningar och futuristiska hus kallade arcologies. Det fanns även möjlighet att bygga motorvägar och busshållplatser. Man väljer startår mellan 1900, 1950, 2000 och 2050, vilket påverkar teknologin man har tillgång till. Väljer man 2050 har man allt från början, annars måste man vänta på att åren skall gå.
En finess med spelet är att ju mer folk som flyttar till din stad desto fler "speciella" byggnader kan man bygga. Till exempel när man når en riktigt hög befolkning kan man bygga framtidsmoduler som är helt självbevarande som bara behöver vatten och ström och man kan höja skatten till max utan att folk flyttar därifrån.

## Översikt
Framgångarna med föregångaren Sim City och avsaknaden av framgångar med övriga Sim-speltitlar, ledde till skapandet av en uppföljare. Sim City 2000 var en stor förändring av konceptet. Perspektivet blev snett uppifrån, landområden kunde ha olika höjd och en underjordisk spelplan för vattenledningar och tunnelbana infördes.
Nya anläggningar att bygga var fängelse, skolor, bibliotek, museer, småbåtshamnar, djurparker, sjukhus och arkologier. Spelare kan bygga motorvägar, vägar, busshållplatser, räls, tunnelbana, järnvägsstationer och "zona" landområden för hamnar och flygplatser. Totalt finns nio olika sorters kraftstationer, bland annat kolkraftverk, naturgas, kärnkraftverk, vindkraftverk, vattenkraftverk med kraftverksdammar (som bara kan placeras vid vattenfall) och futuristiska fusionskraftverk och stationer för mikrovågor från satellit. De flesta kraftverken har en begränsad livslängd och nya måste sedan byggas.
Man kan bygga motorvägar till grannstäderna och utöka handeln och befolkningen. Grannstäderna bär namn efter figurer i brittiska science fiction-komedi-TV-serien Red Dwarf.
Budget- och finanskontrollen är mer utarbetad och särskilda skatter kan sättas för bostads-, affärs och industriområden. Förordningar för staden, och anslutning till närliggande städer blev också möjlig. Budgetkontrollen är väldigt viktig för att driva staden effektivt.
En annan nyhet är frågeverktyg. Genom att använda dem kan man få information om namnet på ett byggnadsverk, typ, höjd och markvärdet.
Vissa platser visar även ytterligare information, till exempel visas för kraftverk den andel av effekten som förbrukas när frågan ställdes, och på vägar visas trafikintensiteten på berörd del. På bibliotek visas en uppsats skriven av Neil Gaiman.
Scener lades även till för byggnader under konstruktion i bostads-, affärs- och industriområdena, samt mörka byggnader för byggnader som övergetts på grund av förslumning.
Nyheter kommer i flera tidningsartiklar som kan tas fram när som helst, eller återkomma periodvis. Tidningsvalet gav många humoristiska historier, men också viktigare, som ny teknologi, varning för åldrande kraftstationer, senare katastrofer och opinionsundersökningar (med lista över stadens största problem). Sim City 2000 är det enda spel i serien med detta (förutom SimTown), dock har senare versioner löpande nyhetsaviseringar. Tidningarna har olika namn (Times, Post, Herald, etc.), och priser baserade på vilket årtal som råder. Flera av tidningarna har en månatlig humoristisk rådgivningskolumn av "Miss Sim". Vissa rubriker har inget med vad som sker i spelet att göra, som "Bald Radio Found" eller "Frog Convention".
Det finns ingen "riktig" vinst i Sim City 2000, exodus är det närmaste man kan komma. En "exodus" inträffar under året 2051 eller senare, då 250 eller fler avfyrningsarkologier byggs; som följande januari "lyfter" en ut i rymden så att invånarna kan bygga nya civilisationer på avlägsna planeter (även om detta visas genom att arkologierna exploderar precis som då byggnader förstörs med bulldozer, en efter en). Detta minska stadens befolkning till de som inte lever i avfyrningsarkologier, men öppnar även upp för nyutveckling, och ger tillbaka byggkostnaderna till stadens finanser. Detta är relaterat till händelser i spelet SimEarth där alla städer skjuts ut i raketdrivna kupolformade städer som åker iväg mot andra planeter (utan att lämna något mänskligt liv kvar).
Spelet har även scenarier, där man oftast skall tampas med en olycka och återställa staden. Scenarierna är baserade på verkliga städer, och vissa av dem även på verkliga händelser som eldstormen i Oakland 1991, orkanen Hugo 1989 i Charleston, South Carolina, och 1970-talets lågkonjunktur i Flint, Michigan — men även science fiction-teman som ett "monster" som förstör Hollywood 2001. Fler scenarier tillkom med SCURK, bland annat härdsmälta i Manhattan 2007.
Sim City 2000 var första Sim-spel med den meningslösa frasen "Reticulating Splines", som innebär skapandet av ett nätverk av splines. Anledningen till att Will Wright införde det var att det "lät coolt". Frasen har senare även använts i SimCopter, SimCity 4, The Sims, The Sims 2 och The Sims 3 (Reticulating 4D Splines), samt som ett statusmeddelande i Mozy. Det parodieras även i Spore som innehåller frasen under laddningsscenerna.

## Scenarier
Spelet har även scenarier, både återskapade från verkligheten och science fiction-berättelser om framtiden.
- Charleston: Inleds i augusti 1989. Staden drabbas av en orkan, spelet återskapar här orkanen Hugo.
- Dullsville: Inleds i juni 1910. Invånarna är uttråkade, och målet är att göra staden till metropol.
- Flint: Börjar i augusti 1974. Arbetslösheten stiger då industrier börjar läggas ner. Spelet återskapar här lågkonjunkturen under 1970-talet.
- Hollywood: Inleds i januari 2001. Staden anfalls av en gigantisk robot. Fiktiv händelse .
- Oakland Hills: Inleds i oktober 1991. Spelet återskapar här eldstormen i Oakland 1991.
- Davenport, Iowa: Börjar i maj 1993. Inleds återskapar här Mississippiflodens översväming 1993.

### Scenarios Vol. I: Great Disasters
1994 släppte Maxis flera expansionspaket. Ett av dem var ett scenario-paket med både verkliga händelser och med science fiction-tema. Paketet innehåller:
- Atlanta: Rymdfarkost från främmande planet anfaller staden i december 2050, och orsakar panik och sätter staden i brand.
- Barcelona: Terrorister har placerat en atombomb under Estadi Olímpic Lluís Companys inför olympiska sommarspelen 1992. Under spelen detonerar bomben. Arenan förstörs och åskådarna omkommer, medan stora delar av Barcelona utplånas. Tusentals människor dödas, och staden drabbas av radioaktiv strålning.
- Chicago: En stor kemisk läcka förstör industriområdena 1999 och människor lämnar staden, som måste återuppbygga sina företag.
- Davenport: Massivt regn startar en översvämning av Mississippifloden 1993. Spelet återskapar här Davenportincidenten.
- Homestead, Florida: En stor orkan, baserad på Orkanen Andrew, ödelägger Homestead 1992. Lyckligtvis har dock FEMA anlänt.
- Malibu: Hösten 1993 härjar skogsbränder i södra Kalifornien. Spelet återskapar här Malibuincidenten.
- Manhattan: Manhattans effektiva kärnkraftverk drabbas av härdsmälta i oktober 2007, följt av kemiska bränder och härdsmälta.
- Oakland: 1991 drabbar en eld Oakland och spelaren skall återuppbygga staden. Händelsen återskapar branden i Oakland 1991.
- Portland: En sommardag 2001 i Oregon avbryts då en tidigare okänd källa av vulkanisk aktivitet i Portlands stadskärna, och förstör stora delar av staden.
- San Francisco: I oktober 1989 förstör Loma Prieta-jordbävningen stora delar av Santa Cruz. I berörda områden härjar även bränder och gasutsläpp. Spelet återskapar denna katastrof.
- Silicon Valley: Det högteknologiska samhället drabbas 2010 hårt då en futuristisk kraftkälla slår till. Mikrovågsstrålar som överför solenergi från satelliter i omloppsbana missar sin tänka mottagare, och förbränner i stället företag och personer i området.
- Washington, DC: En dag år 1995 ger sig gäng av berusade advokater ut och startar upplopp.

## Mottagande
I USA var SimCity 2000 det nionde mest sålda datorspelet under perioden 1993–1999 då det såldes i 1,4 miljoner exemplar.
Computer Gaming Worlds recensent Johnny L. Wilson, som skrivit en bok om den tidigare versionen av spelet, ansåg att det SimCity 2000 tillgodosåg nästan alla önskemål spelare av det första spelet kunde ha.
Även i Sverige fick spelet ett gott mottagande. Anna Lundevall i Svenska Dagbladet gav spelet en mycket positiv recension och betyget sex av sex.
TV3-programmet Funhouse anordnade en duell i SimCity 2000 mellan SSU och MUF i ett avsnitt sänt den 21 maj 1994.